# Bộ Thương mại Việt Nam Cộng hòa
Bộ Thương mại Việt Nam Cộng hòa (tiếng Anh: Ministry of Commerce/Ministry of Trade of the Republic of Vietnam) tiền thân là Bộ Kinh tế Việt Nam Cộng hòa (tiếng Anh: Ministry of Economy of the Republic of Vietnam) là cơ quan cao nhất chịu trách nhiệm về các vấn đề kinh tế, thương mại và mậu dịch của chính phủ Việt Nam Cộng hòa. Phần lớn thời gian từ khi thành lập năm 1949 cho đến khi giải thể do Sài Gòn thất thủ vào ngày 30 tháng 4 năm 1975, trụ sở Bộ Thương mại đặt tại số 59, đường Gia Long, Quận 1, Sài Gòn.

## Lịch sử
Tiền thân là Bộ Kinh tế Quốc gia Việt Nam, được thành lập năm 1949. Sau cuộc trưng cầu dân ý năm 1955, chính thể Việt Nam Cộng hòa được thành lập, Bộ Kinh tế Quốc gia Việt Nam được tổ chức lại thành Bộ Kinh tế Việt Nam Cộng hòa, đến năm 1973 thì cải tổ thành Bộ Thương mại Việt Nam Cộng hòa cho đến khi giải thể vào ngày 30 tháng 4 năm 1975.